# Pissing

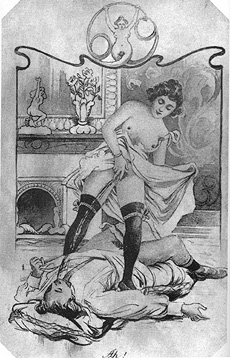
Žena nadzvedávající si sukni a močící muži do úst.

Pissing či urolagnie je sexuální praktika, při níž je součástí sexuálních aktivit a představ moč a močení. V případě, že se jedná o klíčovou součást těchto aktivit a představ, jde o parafilii známou jako urofilie. Většinou se rozlišuje aktivní a pasivní účastník, ale není to pravidlem. Praktika může být kontaktní (močení na sexuálního partnera) i nekontaktní (močení mimo sexuálního partnera) a sexuální vzrušení může navodit i pozorování močící osoby či vůně moči. Praktika bývá často, jako forma ponížení, součástí BDSM aktivit. Podle Haase a Haasové mají s touto sexuální aktivitou zkušenost zhruba 4 % mužů a žen. Něco jiného je sexuální vzrušení spojené s plným močovým měchýřem a pomočováním, pro něž se používá japonský termín omoraši.

## Název
Pro tuto praktiku existuje celá řada názvů. Mezi používané patří například pissing, zkráceně piss, pocházející z anglického slovesa piss, vulgárně „močit“. Označuje se i jako urolagnie, což pochází z řeckých slov ούρο (ouro, tj. moč) a λαγνεία (lagneia, tj. touha, chtíč) či urofilie, což pochází z řeckých slov ούρο (ouro, tj. moč) a φιλια (filia, tj. láska, náklonnost). Mezi slangová pojmenování, používaná pro tuto praktiku někdy jejími vyznavači, patří například zlatá sprška, zlatý déšť, šampaňské či vodní sporty.

## Historie
Jedním z urofilů měl být za dob Římské říše samotný císař Tiberius. Byl známý tím, že svým „obětem“ doléval víno, přičemž jim však podvázal močovou trubici, aby jim zabránil v močení. Když to již dotyční nemohli vydržet, tak trubici uvolnil a ukájel se pohledem na močící osobu. V minulosti (dnes se již moc nepoužívá) byla v homosexuální komunitě vyjadřována inklinace k pissingu, v rámci tzv. hanky code („kapesníkového kódu“), prostřednictvím žlutého šátku.
V některých zemích je propagování, publikování či podporování této praktiky trestným činem. Patří mezi ně například Nový Zéland, kde je za takové jednání možné udělit trest až deseti let odnětí svobody.

## Varianty
Existuje celá řada způsobů provedení této praktiky, u nichž závisí na individuální preferenci. V případě kontaktní formy se většinou rozlišuje aktivní a pasivní účastník (též přijímající a dávající). Může tak jít o močení na sexuálního partnera, a to na libovolnou část těla (hruď, prsa, genitálie, obličej), či do tělních otvorů a dutin (pochva, ústa, konečník). Pokud je moč zároveň konzumována, hovoří se o urofagii. Sexuální vzrušení může vyvolávat vůně moči, její teplota či nečistota s praktikou spojená. Bývá provozována často během pohlavního styku či ve vaně nebo sprše.
V případě nekontaktní formy se mezi příklady řadí třeba pomočení se (přičemž může být dotyčný oblečen) a k sexuálnímu vzrušení může vést i jen pozorování partnera při močení, či vůně moči.
Praktika bývá často součástí BDSM aktivit, a to jako forma ponížení. Může sloužit masochistickým i sadistickým účelům (S/M); v prvním případě na sebe dotyčný nechá močit sexuálním partnerem a v druhém případě močí na sexuálního partnera. Polykání moči dominantního partnera v rámci této praktiky je projevem podřízenosti a fyzické a citové náklonnosti.
Existují rovněž speciální kluby pro vyznavače této praktiky, kteří v nich na sebe vzájemně močí nebo pijí moč. Některé BDSM kluby nabízejí takzvané toaletní služby (toilet service). Při té si klient lehne na záda, je připoután a k hlavě je mu umístěno toaletní sedadlo. Následně jej pro vykonání potřeby využije jedna či více žen, jejichž moč proudí přímo do úst klienta.

## Rizika
Z hygienicko-epidemiologického hlediska nepředstavuje moč zdravého člověka pro svou sterilitu problém. Podle urologa MUDr. Jandáka tak při pissingu „nehrozí přímé nakažení sexuálně přenosnými chorobami, ať už jde o virus HIV, kapavku či syfilis“. U jedinců s nezdravou či velmi citlivou pokožkou může dojít při kontaktu s močí k jejímu podráždění.
Moč je pro své složení a vlastnosti po staletí využívána k různým účelům. Galové ji používali k bělení zubů, příslušnice francouzské aristokracie se v ní koupaly pro zjemnění své pokožky, je možné ji využít k dezinfekci rány a v armádách je pití moči vyučováno jako jedna z technik přežití. Její požívání je kromě toho základem alternativní léčební metody známé jako urinoterapie.

## Vumění a kultuře
V literatuře je pomočení v erotickém významu popsáno například v knize 120 dnů Sodomy od Markýze de Sade. Naopak v neerotickém významu, jako symbol ponížení, je pomočení oběti znásilnění zmíněno v knize ...a je čas zabíjet od Johna Grishama, která byla adaptována ve snímek Čas zabíjet režiséra Joela Schumachera z roku 1996. Explicitně je pissing znázorněn například ve filmu Pepi, Luci, Bom y otras chicas del montón režiséra Pedra Almodóvara z roku 1980. V seriálu Sex ve městě naopak Bill (John Slattery) žádá hlavní hrdinku Carrie (Sarah Jessica Parker), aby jej pomočila. Pomočení předmětu, jako symbol dominance, se objevilo například v seriálu Dr. House.
V hudbě lze nalézt odkazy například v písni „Aren't You a Little Pervert Too“ německé powermetalové skupiny Edguy, „Bobby Brown (Goes Down)“ amerického zpěváka Franka Zappy či „Golden Showers“ americké heavymetalové skupiny The Mentors.

## U zvířat
Některá zvířata praktikují urolagnii. Žirafí samec ochutnává moč partnerky, aby zjistil, zda je již v říji (plodné období žirafy je pouze dva týdny v roce).
Samice kozy obchází kolem samce a močí před ním, aby v něm vzbudila sexuální žádostivost. Jakmile samec moč ochutná, dojde k páření.